# Невша
Невша е село в Североизточна България. То се намира в община Ветрино, област Варна.

## География
Селото е разположено на 100 м южно от магистрала „Хемус“ и е на 55 км от град Варна, 17 км от град Нови пазар и на 25 км от град Провадия. В южната част на селото се намира жп гара Невша.

## История
Названието на селото идва от легенда, свързана с османската власт. Мома на име Нягуша е била преследвана от турците. За да защити своята чест тя е била принудена да се хвърли от местността Голямото було, наречено заради това, че нейното було се е увило около скалите и не е дало на момичето да умре. Горкото момиче се хвърлило в деня на сватбата си. От нейното име – Нягуша – дошло и името на селото. С годините, обаче, хората го прекръстили на Невша.
Според историка от началото на ХХ век Васил Миков произходът на името съвпада с легендата, като той нарича девойката Нягоса и счита, че звученето на топонима е турцизирано до днешното Невша.

## Население
Численост на населението според преброяванията през годините:
| \| Година на преброяване \| Численост \| \| --------------------- \| --------- \| \| 1934 \| 1936 \| \| 1946 \| 2078 \| \| 1956 \| 2042 \| \| 1965 \| 1680 \| \| 1975 \| 1393 \| \| 1985 \| 969 \| \| 1992 \| 826 \| \| 2001 \| 840 \| \| 2011 \| 501 \| \| 2021 \| 388 \| |           |
| Година на преброяване | Численост |
| 1934 | 1936      |
| 1946 | 2078      |
| 1956 | 2042      |
| 1965 | 1680      |
| 1975 | 1393      |
| 1985 | 969       |
| 1992 | 826       |
| 2001 | 840       |
| 2011 | 501       |
| 2021 | 388       |

### Етнически състав

#### Преброяване на населението през 2011 г.
Численост и дял на етническите групи според преброяването на населението през 2011 г.:
|                     | Численост | Дял (в %) |
| Общо                | 501       | 100.00    |
| Българи             | 380       | 75.84     |
| Турци               | 9         | 1.79      |
| Цигани              | 55        | 10.97     |
| Други               | 6         | 1.19      |
| Не се самоопределят | 31        | 6.18      |
| Неотговорили        | 20        | 3.99      |

## Културни и природни забележителности
Край селото има много пещери и пропасти – Мечкарица, Софрата, Срутището, Овчарската пещера, Малкото Елеме, Коминчетата, Черната пещера, Двойната ниша, Дюзата, Отшелническа килия, Голямото Елеме. В селото има гнезда на египетски лешояд, защитен вид.
Близо до селото се намират останките на скален манастирски комплекс, които също привличат туристите. Манастирът, който не е действащ, се намира в местността Дюза. Археолози са открили останки от скална църква, гробница, скални рисунки, яма на пода.
Действащата църква в селото е посветена на Свети Атанасий Велики.

## Редовни събития
На 2 май има селски събор. Тогава се отбелязва храмовият празник на църквата в селото, посветена на Свети Атанасий Велики - 2-ри май, летният Свети Атанасий, е денят на успението на светеца.

## Други
Има два футболни отбора един детски и един юношески, но те не са официални поради липсата на финанси. Юношеският отбор има много значими победи на турнирите в Суворово, Ягнило и др.